# محمد عطية الإبراشي
محمد عطية الإبراشي

## حياته
من مواليد 1 أبريل 1897 بقرية العزيزية - محافظة الشرقية. حفظ القرآن الكريم في كتاب القرية، حصل على دبلوم دار العلوم عام 1921، ثم عين مدرسا للغة العربية بالمدارس الابتدائية. في عام 1924م سافر إلى إنجلترا في بعثه دراسية، لدراسة اللغة الإنجليزية وآدابها، وقام بدراسة علوم التربية وعلم النفس، وحصل على دبلوم في التربية وعلم النفس من جامعة إكسترا عام 1927م، وجذبته دراسة اللغات الأخرى فدرس اللغة السريانية حتى حصل على شهادتها من كلية الملك في لندن عام 1929م، وبعدها حصل على دبلوم في اللغة العبرية من معهد اللغات الشرقية عام 1930م.
عندما عاد إلى مصر عمل في كلية دار العلوم لتدريس التربية وعلم النفس، وتخرج على يديه العديد من الأساتذة أمثال: د. أحمد الحوفي، د. أحمد شلبي، د. سيد رزق.. وغيرهم، ثم اختاره د. طه حسين ليصبح عضوا في لجنة الترجمة والنشر لترجمة الثقافة الغربية إلى اللغة العربية، ثم انتقل إلى وزارة المعارف العمومية عام 1945 ليشغل عدة مناصب بها، ثم استقال منها في عام 1953، وكانت هذه الاستقالة نقطة تحول خطيرة في حياته، حيث مارس أسلوبا مختلفا من أساليب التربية، وهو التربية من خلال الكتابة والتأليف.
و توفي في 17 يوليو 1981.

## من إنجازاته
كان أول مصري يكتب ويؤلف ويطبع كتابا باللغات السامية، وقد أنشأ قسما خاصا لطبع الكتب العبرية والسريانية في المطبعة الأميرية، واستورد الحروف الخاصة بهاتين اللغتين من فرنسا عام 1935.
أهدى إلى المكتبة العربية أربعين كتابا هذا إلى جانب مؤلفاته في قواعد اللغة العربية والبلاغة خاصة بالمدارس الابتدائية والإعدادية والثانوية، والتي ما زال الكثير منها يدرس حتى الآن في مصر والبلاد العربية ومن أهم هذه الكتب: التربية الإسلامية، علم النفس التربوي، علم النفس للجميع، الاتجاهات الحديثة، التربية والحياة، جان جاك روسو وأراءه في التربية والتعليم، روح الإسلام، عظمة الرسول، الأساس في اللغة العبرية. كما كان أيضا من أوائل الذين كتبوا للأطفال.
حضر العديد من المؤتمرات العلمية في الخارج والداخل مما كان له أكبر الأثر في كتاباته.